# Stephan II. (Ungarn)

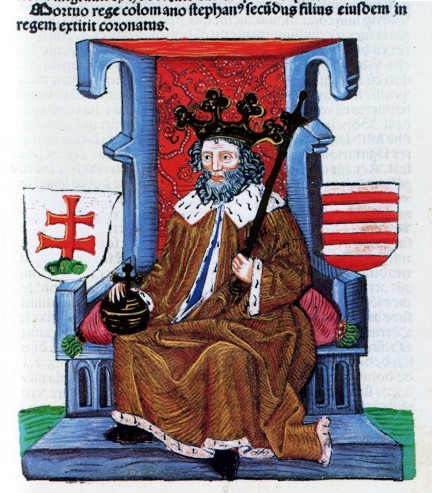
Stephan II.

Stephan II., ungarisch II. István, kroatisch Stjepan II., (* um 1101; † 3. April 1131) aus dem Geschlecht der Arpaden war ab 1116 König von Ungarn, Kroatien und Dalmatien. Er war der Sohn und Nachfolger Kolomans.
Stephans Regierungszeit verlief ohne größere Ereignisse, war aber von einer Bündnispolitik mit Böhmen gegen Polen geprägt. 1123 unterstützte er allerdings durch einen Feldzug gemeinsam mit polnischen und böhmischen Truppen die innerrussische Opposition gegen Wladimir Monomach. Die Belagerung der Stadt Wladimir brachen die ungarischen Truppen aber vorzeitig ab, da ihre Heerführer Stephan damit drohten, einen anderen König zu wählen, falls er den Feldzug nicht beenden würde. Dabei handelt es sich um den ersten überlieferten Fall eines erfolgreichen Bündnisses der ungarischen Großen gegen den König.
König Stephan war mit Christiane von Capua und mit Adelheid von Riedenburg verheiratet. Da beide Ehen kinderlos blieben, bestimmte er am Ende seiner Regierungszeit seinen Vetter Béla II., den sein Vater hatte blenden lassen, zum Nachfolger.